# Litenčická pahorkatina

Lage der Litenčická pahorkatina in den Äußeren Westkarpaten

Die Litenčická pahorkatina (deutsch Litentschitzer Hügelland), auch Litenčické vrchy bzw. Litenčická vrchovina sind ein Höhenzug in Südmähren, Tschechien. Sie bilden den nördlichen Teil der Mittelmährischen Karpaten.

## Geographie
Die Litenčická pahorkatina erhebt sich zwischen Slavkov u Brna, Bučovice, Koryčany, Morkovice-Slížany und Vyškov. Sie hat eine Ausdehnung von 590 km² und eine mittlere Höhe von 293,7 m. ü. M. Die höchste Erhebung ist der Hradisko (518 m).
Im Norden geht das Hügelland entlang der Flüsse Haná und Tištínka in die Obermährische Senke (Hornomoravský úval) über. Östlich trennt der Lauf der Kotojedka die Litenčická pahorkatina vom Marsgebirge. Nach Süden bildet das breite Tal der Litava die Grenze zum Steinitzer Wald. Westlich schließt sich das Wischauer Tor (Vyškovská brána) an.
Geomorphologische Untereinheiten bilden die Bučovická pahorkatina (mit der Brankovická pahorkatina), Orlovická vrchovina und die Zdounecká brázda.
In den westlichen Ausläufern befindet sich am Větrník (394 m) das Naturreservat Větrníky.
Das Hügelland besteht aus paläogenen Flyschformationen, die teilweise mit Löß überdeckt sind.